# Pentobesa typhon
Pentobesa typhon är en fjärilsart som beskrevs av Max Wilhelm Karl Draudt 1932. Pentobesa typhon ingår i släktet Pentobesa och familjen tandspinnare. Inga underarter finns listade i Catalogue of Life.